# Dom Krystiana Wendischa
Dom Krystiana Wendischa – jeden z najstarszych zachowanych domów mieszkalnych w Łodzi, zbudowany w 1825 roku, znajdujący się przy ul. Przędzalnianej 71.

## Historia
Dom Należał do Krystiana Wendischa, któremu w 1824 roku władze Królestwa Polskiego zezwoliły na otwarcie przędzalni bawełny. Dzięki zawartej umowie, już w kolejnym roku, Wendisch otrzymał w wieczystą dzierżawę teren nad Jasieniem z Księżym Młynem i Wójtowskim Młynem o powierzchni 69 mórg. Wtedy również powstał stojący do dzisiaj jednopiętrowy dom.

## Architektura
Dom Wendischa nawiązuje architekturą do dworków szlacheckich – z trójkątnym naczółkiem nad drzwiami. Niedaleko tego budynku stała pierwsza łódzka fabryka, a w XVI wieku działał plebański młyn. Zabytek jest nieużytkowany.